# 加藤行宏
加藤 行宏（かとう ゆきひろ、1981年3月28日 - ）は、日本の映画監督・映像作家。

## 来歴
東京都江戸川区出身。中央大学文学部仏文学科卒業。大学在学中に演劇活動を行う。
- 2004年、ニューシネマワークショップで映画製作を学ぶ。
- 2006年、『痩せる薬』で第10回調布映画祭奨励賞受賞。
- 2008年、短編アニメーション『機械人間、11号。』が第3回札幌国際短編映画祭最優秀国内作品賞、第12回水戸短編映像祭準グランプリなどを受賞。
- 2010年、中編作品『人の善意を骨の髄まで吸い尽くす女』が第4回田辺・弁慶映画祭で特別審査委員賞等を受賞。
- 2011年、『人の善意を骨の髄まで吸い尽くす女』がテアトル新宿にて公開。
- 2012年、BiS(新生アイドル研究会)主演の『アイドル・イズ・デッド』がMoosic labにて公開。

また、映像作家としてKANEKOなどインディーズバンドのPV映像も制作。

## 作品

### 劇場作品
- 人の善意を骨の髄まで吸い尽くす女（2009年）
- アイドル・イズ・デッド（2012年）
- アイドル･イズ･デッド ノンちゃんのプロパガンダ大戦争（2014年）

### 短編映画
- 痩せる薬（2005年）
- 機械人間、11号。（2007年）
- 善人（2011年）
- ラジオデイズ（2013年）
- アイドル・イズ・デッド外伝 left or right（2014年）
- 姉は自由人（2015年）

### WEB
- 楽天カードCM「お父さん、娘とギターを買いに行く」（2016年）

## 出演作品

### 映画
- 駄洒落が目に沁みる（311ショートピース!仙台短篇映画祭映画制作プロジェクト「明日」の一篇）（2011年、鈴木卓爾）